# Chumbi
Rafael Fernández Martínez (Águilas, Región de Murcia, España, 5 de mayo de 1989), más conocido como Chumbi, es un futbolista español que  juega como delantero en el Club Atlético Pulpileño de la Tercera División RFEF.

## Trayectoria
Nacido en Águilas, Chumbi se formó como jugador en la cantera del Atlético de Madrid. Tras pasar por varios equipos de Segunda División B, como el Reus Deportivo donde consiguió 12 goles en 36 partidos en la temporada 2011-12 y despuntar en el  Almería B en la temporada 2012/13, con el que consiguió realizar 10 goles en 18 partidos. Consigue debutar con el primer equipo del Almería en Segunda División. 
En 2014 Chumbi se convierte en jugador del Albacete Balompié de Segunda División firmando para 2 temporadas con opción a una adicional según objetivos.  Procede del Valencia Mestalla, con el que la temporada anterior marcó 17 goles en 38 partidos en Segunda División B. Durante su temporada en Albacete consigue realizar 7 goles en 36 partidos.
La temporada 2015-16 jugó en el Llagostera en Segunda División.
En la temporada 2016-17 firma por el Lorca Fútbol Club, llegando a un proyecto ambicioso para ascender de categoría a Segunda División. En esa primera temporada, que termina con el ascenso, consiguió 15 goles en 28 partidos.
En julio de 2018 ficha por el Real Murcia de Segunda División B de España. 
En enero de 2021 se convierte en nuevo jugador del Marbella Fútbol Club de Segunda División B de España, pero acabaría descendiendo a Tercera División RFEF.
El 8 de julio de 2021, firma como jugador del Águilas Fútbol Club de Segunda División RFEF, pero acabaría descendiendo a Tercera División RFEF.
El 18 de julio de 2022, firma por el UCAM Murcia Club de Fútbol de Segunda División RFEF, con el que perdería la final de los play off de ascenso a la Primera División RFEF.
El 15 de julio de 2023, firma por el Club Atlético Pulpileño de la Tercera División RFEF.

## Clubes
| Club                       | País   | Temporada       |
| -------------------------- | ------ | --------------- |
| Atlético de Madrid C       | España | 2008–2009       |
| Caravaca Club de Fútbol    | España | 2009–2010       |
| Lorca Deportiva            | España | 2009–2010       |
| Reus Deportivo             | España | 2010–2011       |
| Reus Deportivo             | España | 2011–2012       |
| Almería B                  | España | 2012–2013       |
| Unión Deportiva Almería    | España | 2012–2013       |
| Valencia Mestalla          | España | 2013–2014       |
| Albacete Balompié          | España | 2014–2015       |
| Llagostera                 | España | 2015–2016       |
| Lorca Fútbol Club          | España | 2016–2017       |
| Lorca Fútbol Club          | España | 2017–2018       |
| Real Murcia                | España | 2018–2019       |
| Real Murcia                | España | 2019–2020       |
| Real Murcia                | España | 2020–2021       |
| Marbella Fútbol Club       | España | 2020–2021       |
| Águilas Fútbol Club        | España | 2021-2022       |
| UCAM Murcia Club de Fútbol | España | 2022-2023       |
| Club Atlético Pulpileño    | España | 2023-Actualidad |